# Пътуване с Анита
„Пътуване с Анита“ (на италиански: Viaggio con Anita) е италианска комедия от 1979 година на режисьора Марио Моничели с участието на Джанкарло Джанини и Голди Хоун.

## Сюжет
Анита е американска актриса, която решава да почива в Рим. Там тя започва романтична връзка с любовника на приятелката си Гуидо...

## В ролите
| Изпълнител        | Роля           |
| ----------------- | -------------- |
| Джанкарло Джанини | Гуидо Масачези |
| Голди Хоун        | Анита Уотсън   |
| Клодин Оже        | Елиза Масачези |
| Орор Клеман       | Ориана         |
| Андреа Фереол     | Ноеми          |
| Лаура Бети        | Сандра         |
| Ренцо Монтаняни   | Тео            |